# 地黄叶马先蒿
地黄叶马先蒿（学名：Pedicularis veronicifolia）为列当科马先蒿属的植物，是中国的特有植物。分布在中国大陆的云南、四川等地，生长于海拔1,000米至2,600米的地区，一般生长在草地中以及林下，目前尚未由人工引种栽培。